# Lenguas koiari-barai
Las lenguas koiari-barai forman una pequeña familia de lenguas papúes habladas en la península papú (península Bird's Tail o península suroriental) de Nueva Guinea. Se ha especulado con que guarden un parentesco con las lenguas meridionales de las lenguas trans-neoguineanas (TNG), aunque las lenguas papúes surorientales no muestran un parentesco cercano con las otras familias comúnmente clasificadas dentro del filo transneoguineano.

## Fonotáctica
Al igual que las lenguas binandereanas, el barai y las demás lenguas koiarianas sólo admiten sílabas abiertas y no admiten CVC finales.

## Clasificación interna
Las lenguas koiari-baria se dividen usualmente en dos ramas:
- Rama koiárica: Koiari de las praderas (Grass Koiari), Koiari de las montañas, Koitabu.
- Rama baráica: Barai, Ese (Managalasi), Namiae, Ömie.